# Roza Szanina
Roza Jegorowna Szanina (ros. Роза Егоровна Шанина, ur. 3 kwietnia 1924 we wsi Jedma w obwodzie archangielskim, zm. 28 stycznia 1945 w Prusach Wschodnich) – radziecka snajperka.

## Życiorys
W grudniu 1941 jej brat Michaił zmarł podczas oblężenia Leningradu, po czym zgłosiła się do komisariatu wojskowego, by służyć w armii. Ukończyła z wyróżnieniem moskiewską szkołę dla snajperów i od kwietnia 1944 walczyła w wojnie z Niemcami na 3 Froncie Białoruskim. Między 6 a 11 kwietnia zastrzeliła 13 wrogów. 17 kwietnia 1944 została odznaczona Orderem Sławy III klasy (była pierwszą radziecką snajperką odznaczoną tym orderem). Uczestniczyła w operacji białoruskiej i w operacji wschodniopruskiej, do 31 sierpnia 1944 zaliczyła 42 potwierdzone trafienia, za co 22 września 1944 otrzymała Order Sławy II klasy. Łącznie do stycznia 1945 zastrzeliła 59 Niemców, w tym 12 snajperów. Podczas działań wojennych prowadziła dziennik. 27 stycznia 1945 podczas walk w Prusach Wschodnich została ciężko ranna i następnego dnia zmarła.